# Campeonato Catarinense Série C 2023
In 2022 werd het negentiende  Campeonato Catarinense Série C gespeeld, het derde niveau voor voetbalclubs uit Braziliaanse staat Santa Catarina. De competitie werd georganiseerd door de FCF en werd gespeeld van 10 september tot 5 november. Atlético Tubarão werd kampioen. 

## Eerste fase
| Plaats | Club             | Wed. | W | G | V | Saldo | Ptn. |
| ------ | ---------------- | ---- | - | - | - | ----- | ---- |
| 1.     | Atlético Tubarão | 5    | 4 | 1 | 0 | 7:2   | 13   |
| 2.     | Blumenau         | 5    | 3 | 2 | 0 | 12:5  | 11   |
| 3.     | Imbituba         | 5    | 2 | 2 | 1 | 9:5   | 8    |
| 4.     | Porto            | 5    | 1 | 1 | 3 | 8:10  | 4    |
| 5.     | Pedra Branca     | 5    | 1 | 1 | 3 | 5:8   | 4    |
| 6.     | Fluminense       | 5    | 0 | 1 | 4 | 4:15  | 1    |

|  | Geplaatst voor finale + promotie |

## Tweede fase
In geval van gelijkspel gaat het team met het beste resultaat in de eerste fase door. 
|  | halve finale     | halve finale | halve finale | halve finale |  |                  | finale | finale | finale | finale |
|  |                  |              |              |              |  |                  |        |        |        |        |
|  |                  |              |              |              |  |                  |        |        |        |        |
|  | Atlético Tubarão | 4            | 3            | 7            |  |                  |        |        |        |        |
|  | Porto            | 1            | 0            | 1            |  |                  |        |        |        |        |
|  |                  |              |              |              |  | Atlético Tubarão | 2      | 1      | 3      |        |
|  |                  |              |              |              |  | Blumenau         | 1      | 1      | 2      |        |
|  | Blumenau         | 1            | 2            | 3            |  |                  |        |        |        |        |
|  | Imbituba         | 1            | 1            | 2            |  |                  |        |        |        |        |

Details finale
Heen
|                  |                |       |                  |                                                                                   |
| 2 november 15:00 | Blumenau       | 1 – 2 | Atlético Tubarão | Ervin Blaese, Indaial Toeschouwers: 251 Scheidsrechter: Dioneglei da Silva Vianna |
| 2 november 15:00 | Júnior Fell 4' |       | 55', 78' Cleyton | Ervin Blaese, Indaial Toeschouwers: 251 Scheidsrechter: Dioneglei da Silva Vianna |

Terug
|                  |                  |       |                 |                                                        |
| 5 november 15:30 | Atlético Tubarão | 1 – 1 | Blumenau        | Domingos Silveira Gonzales, Tubarão Toeschouwers: 1139 |
| 5 november 15:30 | Elicarlos 59'    |       | 87' Jean Carlos | Domingos Silveira Gonzales, Tubarão Toeschouwers: 1139 |

## Totaalstand
| Plaats | Club             | Wed. | W | G | V | Saldo | Ptn. |
| ------ | ---------------- | ---- | - | - | - | ----- | ---- |
| 1.     | Atlético Tubarão | 9    | 7 | 2 | 0 | 17:5  | 23   |
| 2.     | Blumenau         | 9    | 4 | 4 | 1 | 17:10 | 16   |
| 3.     | Imbituba         | 7    | 2 | 3 | 2 | 11:8  | 9    |
| 4.     | Porto            | 7    | 1 | 1 | 5 | 9:17  | 4    |
| 5.     | Pedra Branca     | 5    | 1 | 1 | 3 | 5:8   | 4    |
| 6.     | Fluminense       | 5    | 0 | 1 | 4 | 4:15  | 1    |

|  | Kampioen, promotie naar Série B 2024     |
|  | Vicekampioen, promotie naar Série B 2024 |
|  | Uitgeschakeld in halve finale            |
|  | Uitgeschakeld in de eerste fase          |

### Kampioen
| Campeonato Catarinense de 2023 - Série C |
| Santa Catarina                           |
| ---------------------------------------- |
| ATLÉTICO TUBARÃO Kampioen (2° titel)     |